# كاسلفينيا (نينتندو 64)
كاسلفينيا (بالإنجليزية: Castlevania)‏ ، ويعرف حينها بـ كاسلفينيا 64 لكونها تعمل بنظام نينتندو 64 الحصري، هي لعبة فيديو إلكترونية من نوع أكشن-مغامرات ومنصات، أنتجت كونامي عام 1999م.

## روابط خارجية
- كاسلفينيا على موقع IMDb (الإنجليزية)